# Quarante-Heures
Les Quarante-Heures, ou prières des Quarante-Heures, est une cérémonie célébrée dans l'Église catholique : une attitude de prière prolongée et relayée de l’Hostie consacrée, une Adoration eucharistique, une « supplication instante ».

## Déroulement
La dévotion des Quarante-Heures est une forme d'adoration continue.
Elle a lieu le plus souvent et par tradition juste avant l’ouverture du Carême, du dimanche de la Quinquagésime au mardi avant les Cendres. Elle peut aussi avoir lieu à d’autres moments.
Une messe d'exposition et une messe de déposition du Saint-Sacrement en marquent le début et la fin. Dans l'intervalle, les fidèles se relaient devant le Saint-Sacrement qui reste exposé sur le maître-autel. Il est requis que deux personnes au moins soient présentes à tout moment. Le déroulement prévoit souvent un relais entre différentes églises, le Saint-Sacrement étant déposé dans l'une au moment où il est exposé dans l'autre. La pratique est renouvelée avec une certaine fréquence, par exemple une fois par trimestre.

## Historique
La dévotion des Quarante-Heures apparaît dans le diocèse de Milan au XVIe siècle. Initiée par le capucin Joseph de Ferno avec instauration d'indulgences, elle est introduite à Rome par saint Philippe Néri, et instaurée en 1592 par Clément VIII par la constitution Graves et diuturnae. Saint François de Sales développe sa pratique dans son diocèse occupé par les calvinistes, tandis que le pape Grégoire XV l'officialise pour l’Église de France. Une indulgence plénière est accordée aux fidèles après confession et communion. En 1731, le pape Clément XII l'ouvre à toutes les églises romaines. Des ordres cloîtrés apparaissent qui incluent dans leur règle l'Adoration perpétuelle, voire font vœu solennel de la pratiquer.
Les Quarante-Heures, constituent la première officialisation d'une « chaîne ininterrompue de prière » devant le Saint-Sacrement.

## Galerie

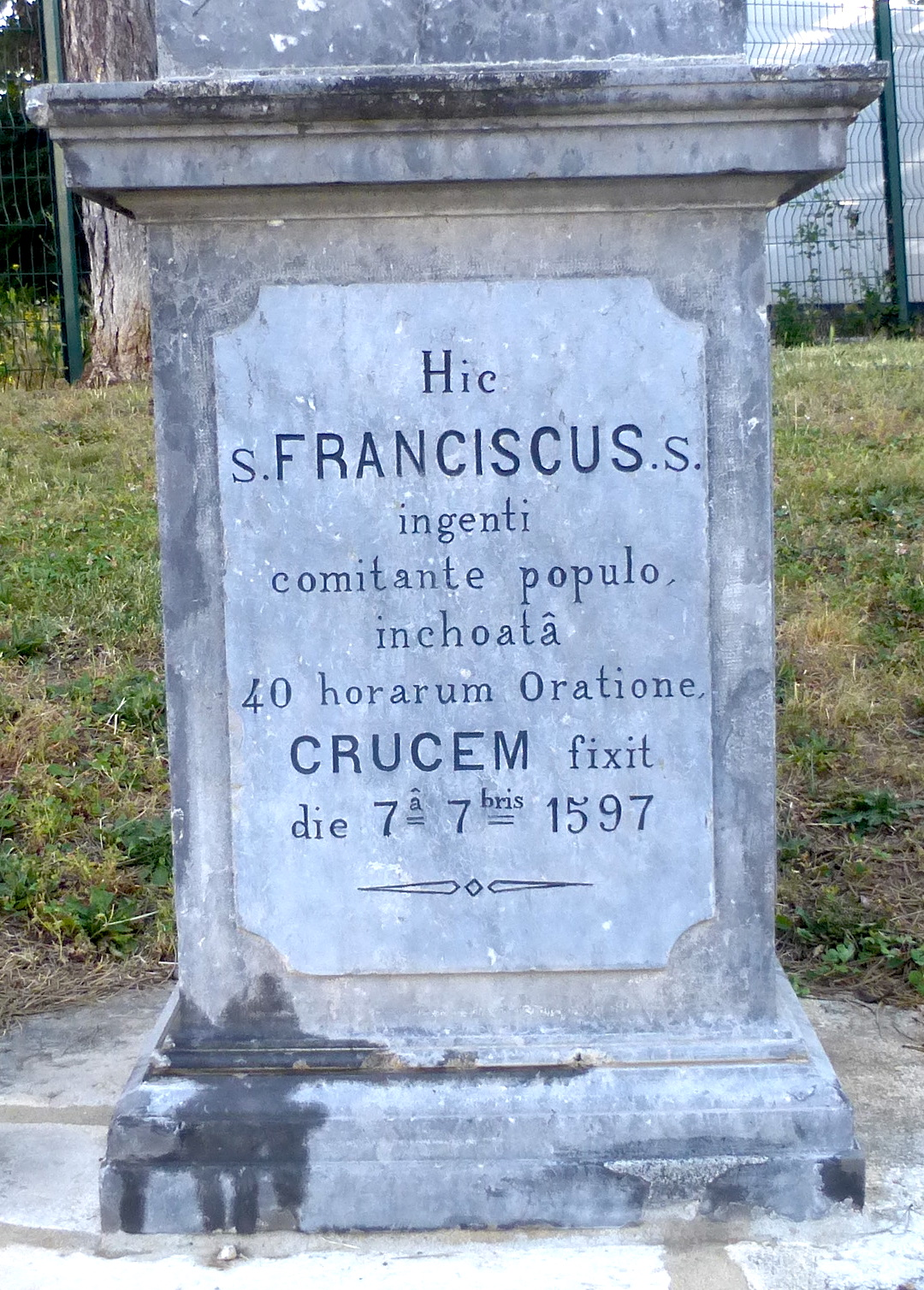
1597, 40 heures d’Annemasse
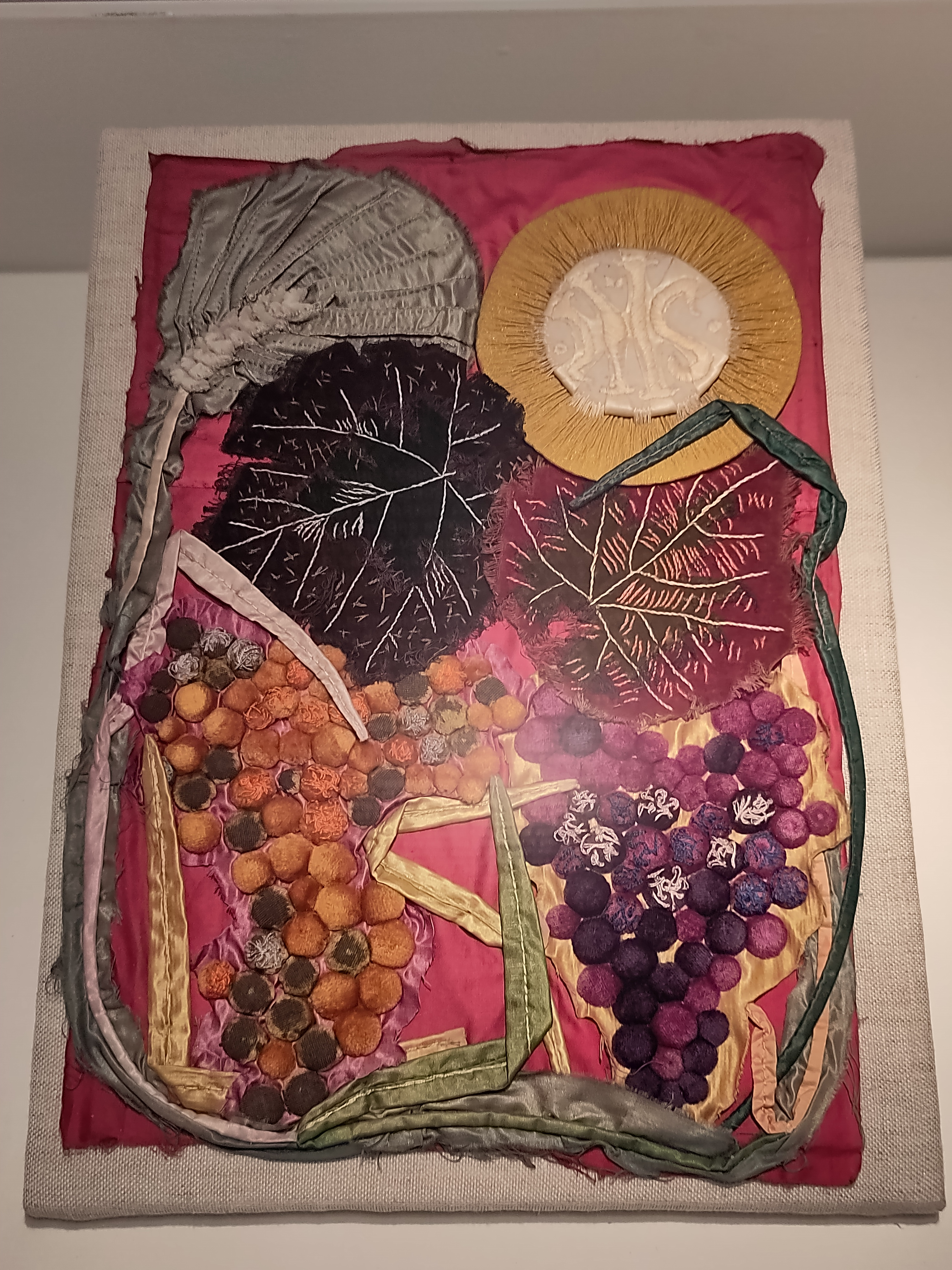
1913, projet de Gaudí
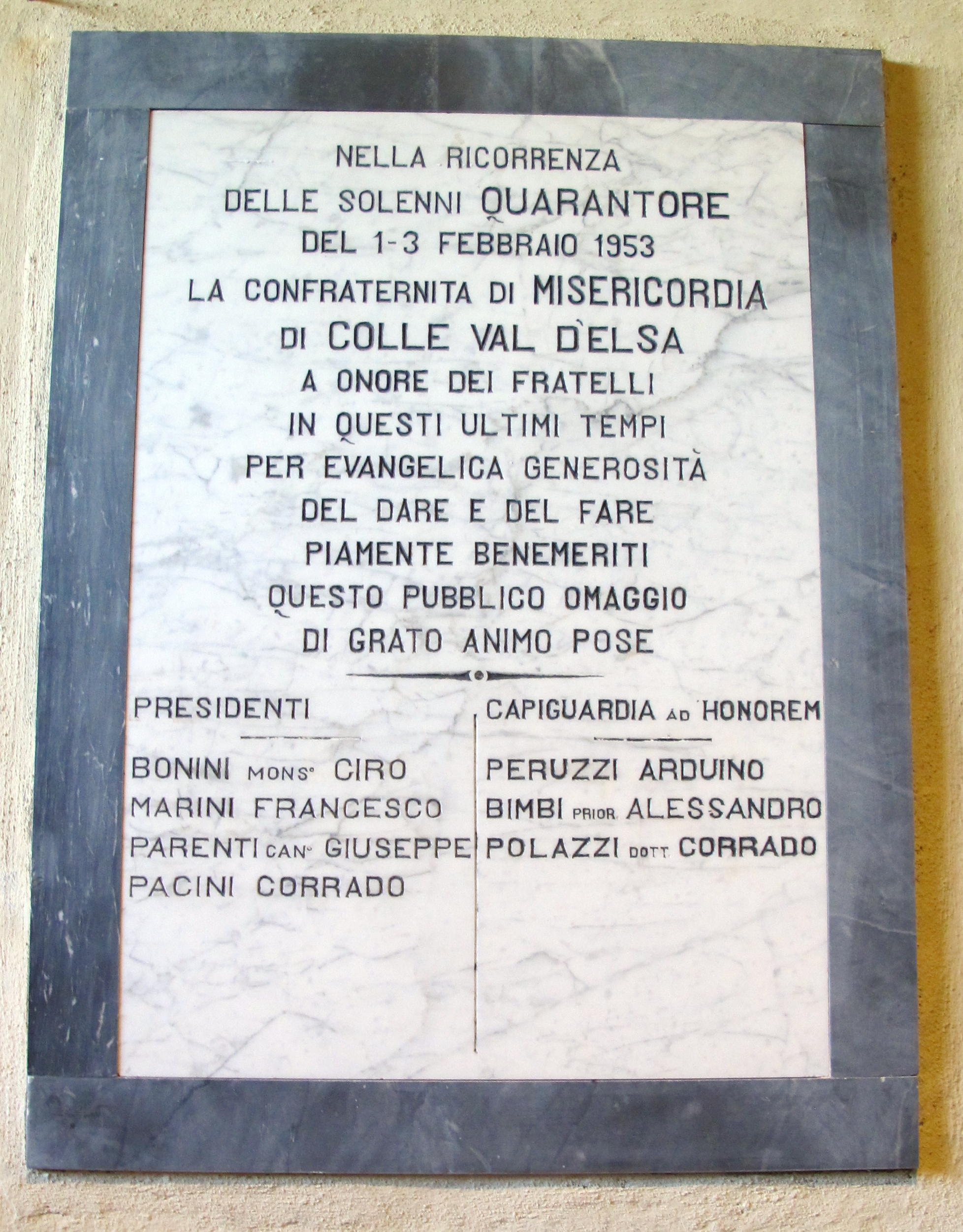
1953, 40 heures de Sienne